# Jimmy Adamson
James "Jimmy" Adamson, född 4 april 1929 i Ashington i England, död 8 november 2011, var en engelsk professionell fotbollsspelare och manager. Han spelade totalt 426 ligamatcher och gjorde 17 mål som halvback i Burnley, den enda klubb han representerade som spelare. Efter spelarkarriären fortsatte han tio år som manager med början 1970 i Burnley, därefter Sparta Rotterdam och Sunderland innan han avslutade i Leeds United där han stannade fram till 1980.
Jimmy Adamson spelade dessutom en landskamp för England B 1953.